# Bibliotecas LGBT

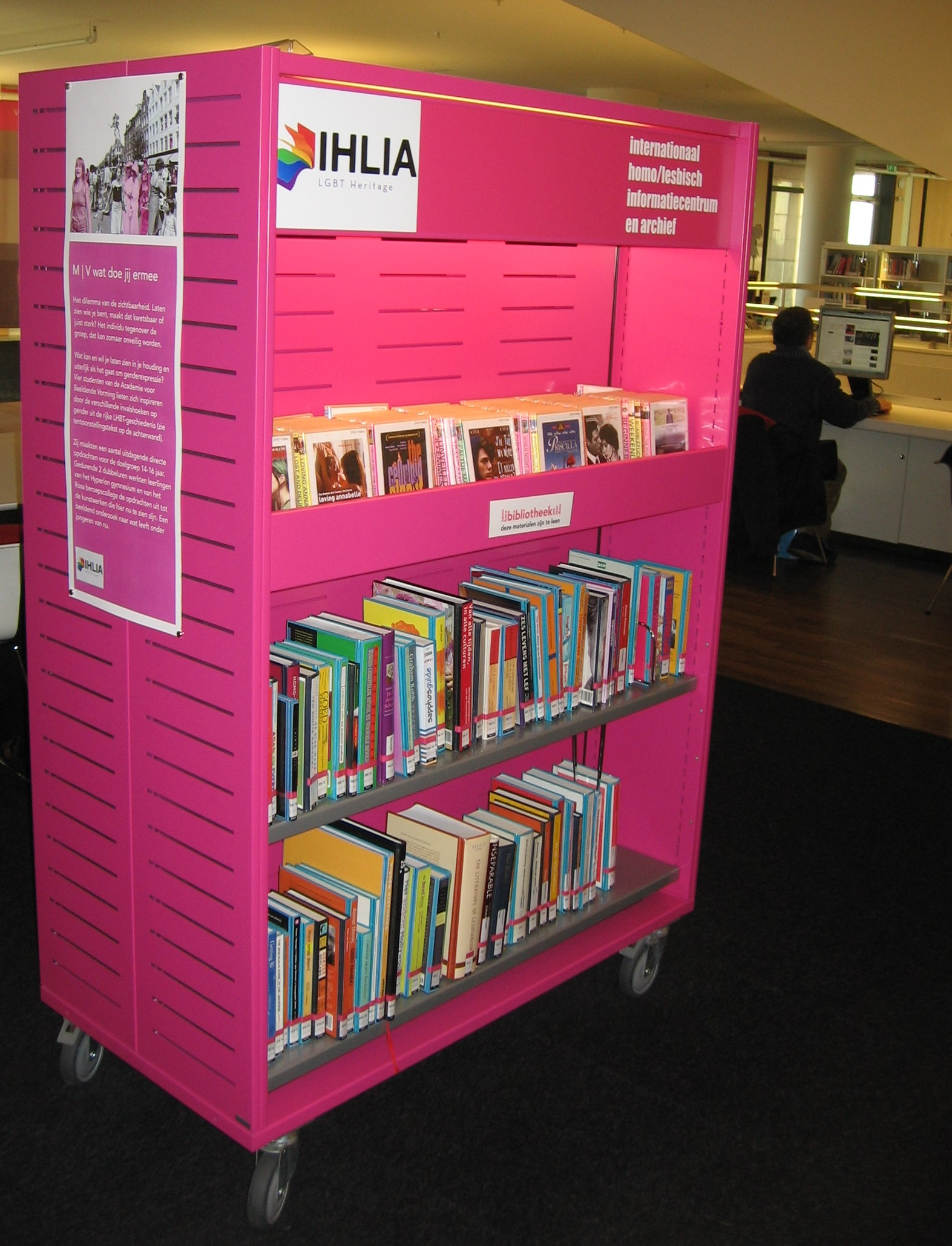
Estantería portátil de IHLIA (Ámsterdam) instaladas em outras bibliotecas públicas de #o Holanda.

As bibliotecas LGBT são bibliotecas especializadas com coleções e serviços sobre os direitos de pessoas lésbicas, gays, bissexuais, transsexuais, intersexuais e tudo o que for relativo com a diversidade sexual. Onde se podem encontrar livros, publicações periódicas, documentários, filmes, arquivos com programas de rádio, cartazes, relatórios temáticos e recursos digitais.
A história do livro sobre a diversidade afectiva sexual vai unida à das bibliotecas, centros de documentação, museus e arquivos especializados atuais com uma bibliografia para conhecer melhor esta realidade, com artigos académicos sobre necessidades informacionais de utentes, compromisso das bibliotecas públicas com a diversidade, e sobre a função social das bibliotecas especializadas em temas LGTBI, como espaços de leitura onde se pode compartilhar conhecimentos, empréstimo de livros e DVD, consulta de arquivos, bem como actividades culturais sobre Direitos Humanos e os Princípios de Yogyakarta.

## História dos livros sobre diversidade afectiva sexual
Para entender a origem destas unidades documentárias há que conhecer a história LGBT.
A etimología através dos tempos, ajuda-nos a entender as diferentes interpretações das identidades e os afectos. A censura sustentou-se pelo ónus peyorativa acrescentada às definições desde os fanatismos, até a despenalização gradual. Mas não é uma constante evolução, sina que involuciona a cada época e lugar em que se impõe uma opinião como verdade absoluta, sem contrastar, seja em nome de uma religião, ou uma ideologia política ou da pseudociencia, ou de uma forma excludente de entender o nacionalismo. São desculpas para justificar o autoritarismo desde a educação e a legislação.
Por exemplo, segundo a geografia e a cronología dos textos, podemos encontrar desde uma perspectiva ocidental os seguintes termos:
- Na antiguidade: tribadisme, eromenys e erastés, kinaidos ou cinaedus,
- Na idade média e moderna: pecatus nefandus, práticas nefandes, sodomia, (perfeita e imperfecta),[2]
- No século XIX: homosexualidad, heterosexualitat, lesbianismo ou safisme, uranisme, investimento sexual, homofilia,
- No século XX e século XXI: lesbiana, gay, bisexualidad, LGTB ou LGBT, intersexualidad, identidade e expressão de género, afinidad afectiva sexual, transgénero, transsexual, intersexual, binarismo de género, género fluído, cisgénero, cross-dresser, asexualidad, demisexualitat, pansexualitat, poliamor, amor livre, teoria queer, heteronormatividad, violência intragénero, saída do armário, famílias homoparentales, machismo homosexualizado, homonacionalismo, lesbofobia, homofobia interiorizada, transfobia, bifobia, plumofobia, serofobia, em constante evolução, graças aos movimentos sociais LGBT, a educação sexual e ao transfeminismo.[3][4][5][6][7]

Uma das primeiras expressões escritas é a lírica de Safo de Mitilene (Lesbos) dedicada à deusa Afrodita (censurado pelo Vaticano e Constantinopla em 1073) e recuperada, em parte, graças à arqueologia moderna. A "Ilíada" onde se conta a relação amorosa entre Aquiles e Patroclo. "O banquete" de Platón onde Alcibíades trata a origem mitológico da sexualidade. Outros exemplos da literatura grecolatina que conservamos são Plutarco, "Eneida" de Virgilio, "Sátiras" de Horacio, "As Metamorfosis" de Ovidi, o "Satiricón" de Petroni, ou o poeta Marcial.
John Boswell estudou a idade média rompendo falsos mitos com provas documentárias primárias. No mundo islâmico destacam autores de poesia homoerótica como: Abu-Nuwàs (Persia 755-814), Ibn Hazm (Córdoba 994-1064), Omar Khayyam (Persia 1048-1131), Muhammad Ibn Dawud (868-909), A o-Safadi (1296-1363), Muhammad a o-Nawadji., Mehmed Ghazali (poeta otomano), M. Ibn Umar a o-Nafzawi (jeque tunecino do século XV).
Mas a Idade Moderna caracterizou-se por um claro retrocesso com o Index Librorum Prohibitorum que chegou a proibir aqueles livros que apesar de ser escritos por cristãos, denunciavam a dupla moral do clero, como: "Decamerón" de Giovanni Boccacio, "Divina Comédia" de Dante Alighieri, ou "Os contos de Canterbury" de Geoffrey Chaucer. Como disse o poeta Heinrich Heine "onde se queimam livros se acabam queimando pessoas" tanto por parte da Santa Inquisición, como por parte das monarquias autoritárias dogmáticas.
Até a atual literatura LGBT que reviveu com dificuldades desde finais da ilustração, como o Marqués de Sade e com o liberalismo do século XIX como Konstandinos Petru Kavafis, Sidonie-Gabrielle Colette, Oscar Wilde, Radclyffe Hall, Walt Whitman, Virginia Woolf, Edward Carpenter, que se inspiram na antiguidade. O interesse pela ciência aumentou com autorias como: Heinrich Hössli, Karl Maria Kertbeny, Richard von Krafft-Ebing, Karl-Günther Heimsoth e Havelock Ellis, abriram o caminho aos direitos sociais LGBT.
Em 1919 criou-se em Berlim o Instituto para a ciência sexual, com uma biblioteca que chegou a ter mais de 10.000 volumes, até que foi atacada pelas Juventudes Hitlerianas em 1933, em aplicativo do artigo 175.
No caso da literatura homossexual no estado Espanhol, no século XX passa ainda pela censura com o general Primo de Rivera e depois do parêntese de despenalizacção da Segunda República, volta com a reforma nacionalcatólica de 1954 da "lei de vadios e maleantes", que teve sua origem no concordado do 1953, entre Franco e Eugenio Pacelli. E a posterior "lei de peligrosidad e reabilitação social", desde 1970 até 1979.
Nos EE. UU. o Comité de Actividades Antiamericanes também aplicou censura homofòbica desde os livros até os guiões de cinema e teatro, pelos senadores Clyde Roark Hoey, McCarthy e Will Hays. Esta perseguição mudou graças às investigações de Evelyn Hooker, Alfred Kinsey, e aos movimentos sociais mais sensibilizados com o pacifismo, o feminismo e o pensamento crítico, até seu despatologitzación em 1973 pela Associação de Psiquiatría Americana, e em 1990 pela Organização Mundial da Saúde.
Em 1990 Judith Butler publica Gender Trouble fundando a teoria queer. O aumento de produção editorial tanto científica como literária e cinematográfica ou jornalismo em favor dos Direitos Humanos a contribuído às mudanças legislativas em alguns países, chegando a fazer conferências internacionais de bibliotecas LGBT. Mas ali onde esta evolução científica e humanista não se pôde consolidar, se aprovaram leis injustas contra os direitos LGBT em África, ou em Rússia com Putin, ou em Brasil com Bolsonaro, onde se retoma a censura de livros.

## Função social das bibliotecas e arquivos especializados
1. Cobrir as deficiências das bibliotecas públicas
2. Difundir a investigação rigorosa e contrastada, que aplica a metodologia científica
3. Fazer frente à corrente pseudocientífica fundamentalista religiosa que faz propaganda homófoba[19]
4. Ajudar à auto-aceitação na diversidade afectiva sexual

## Bibliotecas e arquivos especializados

### Europa
- Ámsterdam: IHLIA[20]
- Barcelona: Centro de Documentação Armand de Fluvià[21]
- Barcelona: Biblioteca Josep M. Ainaud de Lasarte[22]
- Barcelona: Biblioteca Joan Coromines[23]
- Barcelona: Biblioteca Nou Barris[24]
- Berlim: Schwules Museum[25]
- Bilbao: Aldarte[26]
- A Corunha: Biblioteca de Galiza[27]
- As Palmas de Grande Canaria: Gamá[28]
- Madri: Biblioteca Cogam[29]
- Madri: A Neomudéjar[30]
- San Sebastián: Gehitu[31]
- Santander: Alega[32]
- Terrassa: Biblioteca central de Tarrasa[33]
- Valencia: Biblioteca Lambda[34]

### América

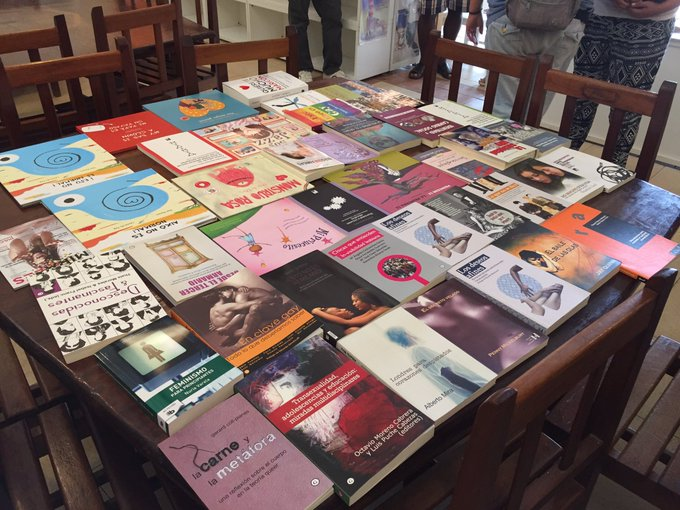
Rincão LGTB na Biblioteca do Centro Cultural de Espanha em Malabo

- Buenos Aires: Biblioteca Oscar Hermes Villordo
- Illinois: Centro de Recursos LGBT Universitário[35]
- Nova Iorque: Center for Lesbian and Gay Studies[36]
- Ontario: Biblioteca do Orgulho[37]
- Santiago de Chile: Bibliogay de Acção Gay[38]
- Brasil: Centro de Documentação Professor Dr. Luiz Mott (CEDOC) do Grupo Dignidade e Instituto Brasileiro de Diversidade Sexual (IBDSEX)[39]

### África
- Malabo: Centro Cultural LGTB Corner de Espanha em Malabo[40]

## Bibliotecas e arquivos digitais LGBTI
- Archivo T[41]
- Biblioteca digital LGTB em Galego[carece de fontes?]
- IGLU. Iniciativas gay as universitária
- Digital Transgender Archive[42]
- UCLA LibraryDigital Collections/The Mazer Lesbian Archives at UCLA[43]

## Notícias sobre a alavancagem do conhecimento e sobre a censura atual
- PÉREZ PULIDO, Margarita; GÓMEZ-PANTOJA FERNÁNDEZ-SALGUERO, Aurora. Conocer, comprender, transformar: activismo bibliotecario y homosexualidad. 1997.[44]
- TRIGUERO, Vicky, et. al. Cuando la diversidad sexual entra en la biblioteca: algunos criterios para la selección de documentación LGTB. 2006.[45]
- BURGUILLOS MARTÍNEZ, Ferrán; FRÍAS MONTOYA, José Antonio. Bibliotecas y diversidad sexual: presentación del dossier. 2006.[46]
- FRÍAS MONTOYA, José Antonio; CEDEIRA SERANTES, Lucía. Autobiografías lectoras de gays y lesbianas: una aproximación cualitativa a la influencia de la lectura, las bibliotecas y otras instituciones culturales en los procesos de aceptación de la orientación sexual. Congreso: 1º Fórum Ibero-Americano de Literacias; 16.ª Conferência Europeia de Leitura. Lugar: Braga (Portugal). Dada: 19-22 de julho de 2009.[47]
- FRÍAS MONTOYA, José Antonio; OLIVEIRA, Rosa. El Compromiso de las Bibliotecas Públicas cono la diversidad sexual: análisis de las iniciativas y experiencias desarrolladas en España y Portugal. In: Actas do Congresso Nacional de Bibliotecários, Arquivistas e Documentalistas. 2015.[48]
- DÍAZ-JATUF, Julio. Aportas de la Cátedra Libre Bibliotecología Social sobre necesidades y servicios de información para la comunidad GLTTIBQ (gay, lésbico, travesti, transexual, intersexual, bisexual, queer). 2015.[49]
- DÍAZ JATUF, Julio. Necesidades de Información en la comunidad GLTTIBQ (gay, lésbica, transexual, travesti, intersexual, bisexual, queer). Madrid: Universidad Complutense, 2016.[50]
- GENERELO, Jesús. La Diversidad sexual y de Género en el sistema Educativo:¿qué sabemos sobre ella?. Índice: Revista de Estadística y Sociedad, 2016, 66: 29-32.[51]
- GÓMEZ-HERNÁNDEZ, José-Antonio; PÉREZ IGLESIAS, Javier. Cultura LGTBI en las bibliotecas públicas españolas. Diálogo a propósito de las nuevas leyes de igualdad. Anuario Thinkepi, 2017.[52]
- GARCIA ESTEVE, Maria Jesus. Cultura LGTBI. Bibliografía básica. Generalitat de Catalunya, Servicio de Bibliotecas, 2017.[53]